# Aniceto Rodríguez
Aniceto Rodríguez Arenas (Taltal, Chile; 16 de febrero de 1917-Caracas, Venezuela; 27 de mayo de 1995) fue un abogado y político chileno, militante del Partido Socialista de Chile. Desarrolló una extensa carrera parlamentaria y tuvo un rol destacado en la reunificación del socialismo chileno en el exilio durante la dictadura militar.

## Primeros años
Estudió en el Liceo Valentín Letelier de Santiago. Posteriormente ingresó a la Escuela de Leyes de la Universidad de Chile, donde logró su título de abogado.

## Carrera política
Rodríguez ingresó al Partido Socialista Popular en 1940. Ese mismo año fue elegido Secretario General de la Federación de Estudiantes de la Universidad de Chile, cargo que ocupó hasta 1943.
En 1949 fue elegido diputado por el Primer Distrito Metropolitano, que comprendía Puente Alto y San Miguel, desempeñándose hasta 1953. Durante este período integró las comisiones permanentes de Trabajo y Legislación Social, Educación Pública y Defensa Nacional. En 1951 fue nombrado consejero parlamentario de la Caja Nacional de Empleados Públicos y Periodistas.
Posteriormente, fue elegido senador por Valdivia, Osorno, Llanquihue, Chiloé, Aysén y Magallanes para el período 1953-1961. En la Cámara Alta formó parte de las comisiones permanentes de Trabajo y Legislación Social, Defensa Nacional y Relaciones Exteriores. En 1957 fue designado consejero del Banco del Estado.
En 1961 se incorporó al Partido Socialista de Chile, siendo nuevamente elegido senador por la misma circunscripción (1961-1969). Durante ese período integró las comisiones de Gobierno Interior, Policía Interior y Reglamento, y Hacienda. En 1964 representó a Chile como delegado a la Reunión del Parlamento Latinoamericano en Lima, Perú.
Entre 1965 y 1967 fue Secretario General del Partido Socialista, tras imponerse en el XXI Congreso General del partido con 166 votos frente a los 64 de Mario Garay Pereira.
Fue elegido nuevamente senador por Valdivia, Osorno y Llanquihue para el período 1969-1973. Participó en las comisiones de Relaciones Exteriores y Gobierno Interior.

En 1969, el Comité Central del Partido Socialista lo consideró como candidato presidencial por la Unidad Popular. Sin embargo, declinó su candidatura en favor de la unidad del sector, pronunciando un discurso ante el Comité Central el 26 de agosto de 1969, en el que afirmó:
"Comprendo que la unidad de las fuerzas políticas y sociales revolucionarias es más importante y es de mayor trascendencia que el destino o el interés personal de cualquiera de los dirigentes de los partidos populares."
Tras su renuncia, el Partido Socialista designó a Salvador Allende como candidato presidencial. Allende le solicitó a Rodríguez que actuara como "generalísimo" de su campaña, la cual culminó con la elección de Allende como presidente de la República en 1970.

## Dictadura y exilio
El golpe de Estado del 11 de septiembre de 1973 puso fin anticipado a su mandato como senador, disolviéndose el Congreso Nacional mediante el Decreto Ley N° 27 del 21 de septiembre de 1973. Posteriormente, fue privado de su nacionalidad por la Junta Militar, lo que lo llevó al exilio en Venezuela, donde permaneció entre 1973 y 1987.
Durante su exilio, fue uno de los impulsores de la reunión de Colonia Tovar (julio de 1975), en la que participaron dirigentes de partidos democráticos chilenos entonces proscritos, como el Partido Socialista, la Democracia Cristiana, el Partido Radical y la Izquierda Cristiana. Este encuentro fue considerado un antecedente clave para la posterior formación de la Concertación de Partidos por la Democracia.
Fue una figura clave en la reunificación del Partido Socialista durante el proceso de apertura democrática impulsado por la dictadura militar. También participó en la Alianza Democrática.

## Regreso a Chile y últimos años
A su regreso a Chile, se integró al Partido por la Democracia (PPD). En las elecciones parlamentarias de 1989 fue candidato al Senado por la 17.ª Circunscripción Senatorial (X Región Sur). Fue derrotado por su compañero de lista, Sergio Páez Verdugo (DC), por un estrecho margen (29,31 % contra 25,96 %).
En 1990 fue nombrado embajador de Chile en Venezuela, cargo que ejerció hasta su fallecimiento en Caracas, en mayo de 1995.

## Historial electoral

### Elecciones parlamentarias de 1969
- Elecciones parlamentarias de 1969  Candidato a Senador Novena Agrupación Provincial, Valdivia, Osorno y Llanquihue

Período 1969-1977 (Fuente: Diario El Mercurio, 4 de marzo de 1969)

### Elecciones parlamentarias de 1989
- Elecciones parlamentarias de 1989 a Senador por la Circunscripción 17 (Los Lagos Sur)[1]